# Права ЛГБТ в Эритрее
Гомосексуальные отношения в Эритрее запрещены и преследуются по закону. Предусмотрено наказание в виде лишения свободы сроком до трёх лет. Помимо преследования со стороны властей, представители ЛГБТ постоянно сталкиваются с враждебным отношением среди широких слоёв населения. Однополые пары не могут усыновлять детей, отсутствует правовая защита от дискриминации по признаку сексуальной ориентации.

## Правовое положение
И мужские и женские однополые отношения в Эритрее запрещены. В разделе 2 («сексуальные отклонения») статье 600 («противоестественные половые преступления») Уголовного кодекса Эритреи от 1957 года предусмотрено наказание в виде тюремного заключения на срок от 10 дней до 3 лет. О использовании этого закона на практике известно довольно мало, поскольку СМИ Эритреи вообще не сообщают о преследованиях гомосексуалов.
Посольство Великобритании в Асмэре сообщало, что ЛГБТ-активисты регулярно задерживаются властями и приговариваются к различным мерам наказания. Полиция регулярно производит аресты людей по подозрению в добровольных гомосексуальных отношениях, и, как утверждается, периодически устраивает облавы известных в стране геев и лесбиянок. Во многих случаях родные и близкие арестованных лишены информации о их судьбе и месте заключения. Эритрейская судебная система непрозрачна и часто вольна в своих действиях в борьбе с гомосексуальностью. Избиения и пытки в тюрьмах являются обычным делом, некоторые из освобождённых заявляли, что к осуждённым за гомосексуальность применялась смертная казнь. Несмотря на это, по данным Министерства иностранных дел Великобритании, смертная казнь в Эритрее не применяется. В 2003 году шесть мужчин-геев были арестованы в общественном туалете в Асмэре, осуждены и впоследствии переведены в тюрьму Диабето, в котором содержатся политические заключенные и журналисты.
Власти Эритреи отклонили резолюцию Совета ООН по правам человека о легализации однополых сексуальных отношений. В заявлении представителей страны было сказано, что резолюция «вступает в прямое противоречие с ценностями и традициями народа Эритреи». Официальные лица Эритреи неоднократно обвиняли западные страны в пропаганде гомосексуальности с целью дестабилизации режима. Противники и предполагаемые противники режима, открыто выступавшие с критикой правительства, были заклеймены «геями, предателями и насильниками». В 2010 году Эритрея, совместно с рядом других африканских государств, отвергли Джокьякартские принципы, разработанные стандарты применения международно-правовых норм в отношении сексуальной ориентации и гендерной идентичности. Африканские страны назвали этот документ слишком противоречивым, обвинив его авторов в выдумывании новых прав человека, не опирающихся на международное право.